# Plataforma virtual didàctica
Les plataformes virtuals didàctiques es consideren programes que engloben diferents tipus d'eines destinades a finalitats docents. Són sistemes de gestió d'aprenentatge que permeten distribuir i controlar diferents continguts i recursos educatius, utilitzant com a base un entorn compartit de col·laboració. Busquen representar l'acció educativa en el seu conjunt a través d'una sèrie d'eines i recursos didàctics que ofereixen el suport tecnològic necessari, tant a docents com a alumnes, per portar a la pràctica les diferents fases del procés d'ensenyament-aprenentatge a través d'Internet.
Aquestes plataformes poden utilitzar-se per gestionar de manera integral formacions a distància o com un complement de la docència presencial, encara que, cada vegada més, s'empren també per crear espais de discussió i treball per a grups de recerca o per a posar en funcionament comunitats virtuals i xarxes d'aprenentatge entorn a temes d'interès comú. Les plataformes virtuals didàctiques faciliten els processos educatius entre l'alumnat i l'equip docent, de forma sincrònica i/o asincrònica.

## Definició i terminologia
Les plataformes virtuals didàctiques també es coneixen com a sistemes de gestió de continguts d'aprenentatge. Aquests gestors de contingut són un tipus de programari (software) que permeten dur a terme accions d'educació en línia a través d'espais de treball compartits per a l'intercanvi de continguts, informació i eines per facilitar el treball col·laboratiu com els xats, correus, fòrums de debat, videotutorials, wikis, etc. En la majoria de casos també proporcionen nombrosos recursos educatius oberts (REA).
Generalment, aquestes plataformes busquen proporcionar servei als administradors d'institucions acadèmiques, professorat, alumnat i famílies, estant tots ells registrats amb un nom d'usuari i una contrasenya amb els quals poden accedir lliurement. D'aquesta manera, es constitueix un entorn educatiu de treball i interacció tancat i controlat.
Com a funcions principals d'una plataforma didàctica virtual destaquen:
- Gestió i administració de continguts i recursos, tot mantenint la comunicació entre docents i alumnes en contextos d'educació en línia.
- Complement a l'ensenyament tradicional en diferents situacions i contextos d'aprenentatge utilitzant la tecnologia (aprenentatge semipresencial).
- El suport de diferents eines que afavoreixen activitats com els debats o grups de recerca, entre d'altres.[8]

## Història
A la dècada dels anys 80, l'arribada dels sistemes informàtics en l'àmbit domèstic i l'aparició dels primers ordinadors personals van promoure l'aprenentatge autònom i individualitzat; els educadors més innovadors tenien una nova eina amb la qual treballar. Això va obrir una alternativa al model formatiu fins aquell moment imperant, centrat en l'instructor com a transmissor del coneixement. No obstant això, aquest nou model no es va estendre fins a la comercialització dels CD-ROMs, a partir dels anys 1990-1994, en un intent de fer visualment més atractius els cursos basats en la utilització dels ordinadors.
Durant la primera meitat de la dècada dels 90 es van generar una gran quantitat de cursos que per la seva extensió podien distribuir-se en format CD-ROM, els quals tractaven qualsevol àrea del coneixement. No obstant això, malgrat les facilitats que aquest tipus de productes oferien en la formació autònoma, el contacte amb l'instructor resultava pràcticament nul: l'estudiant interactuava només amb l'ordinador. Per aquesta raó, les presentacions tenien una aparença poc dinàmica i atractiva, propiciant així un ensenyament lent i costós per a l'estudiant. Aquestes limitacions portaran als formadors a buscar noves opcions.
La solució a aquests problemes arribà a la segona meitat de la dècada dels 90 amb el sorgiment de l'E-learning, el qual inclourà en el seu funcionament internet. Aquesta nova modalitat formativa a distància recolzada en la xarxa facilitarà la comunicació entre el professor i els alumnes a través de determinades eines de comunicació sincròniques i asincrónicas. S'evitarà, d'aquesta manera, un dels inconvenients dels cursos presentats en format CD-ROM.
Des de mitjans dels anys 90 comencen a sorgir plataformes didàctiques que permeten la creació i la gestió de cursos complets per a la web sense que siguin necessaris coneixements profunds de programació o de disseny gràfic. Un de les principals fites en aquest període serà el llançament de SCORM del Departament de Defensa dels Estats Units, més concretament d'ADL NET (Advanced Distributed Learning). Es tracta d'un conjunt d'estàndards i especificacions que permeten crear material pedagògic en línia amb la possibilitat d'importar, reutilitzar i compartir.
En els primers anys del segon mil·lenni comença a guanyar rellevància l'aprenentatge semipresencial, consistint en l'ús de webs amb material ja sigui mitjançant àudio, video o text que complementa una classe presencial; es comença a parlar, doncs, de blended learning, un aprenentatge mixt entre la "presencialitat" i la virtualitat. També comencen a desenvolupar-se els primers sistemes de gestió d'aprenentatge(SGA), eines que permeten crear de manera molt intuïtiva espais d'ensenyament virtuals, essent Moodle (2002) l'exemple més conegut.
Serà també en aquest moment quan l'ensenyament en línia comenci a utilitzar els beneficis i les possibilitats dels nous mòbils intel·ligents, tot permetent l'aprenentatge en qualsevol lloc i moment, conegut per molts com a aprenentatge ubic o mobile learning. Sorgeix, llavors, la necessitat de generar entorns d'aprenentatge més complets, l'evolució dels quals des d'aquest moment serà constant, incloent cada vegada més tecnologies d'informació i comunicació, tot generant així continguts més interactius. Durant aquests anys també es consolidaran d'altres SGAs importants com a Projecte Sakai (2005) o Chamilo (2010).
A partir de l'any 2010, l'ús de les aules virtuals dissenyades a través d'aquests sistemes de gestió d'aprenentatge ha anat augmentant significativament; un exemple d'això és l'oferta acadèmica en línia que ofereixen les universitats, ja que l'ús d'aquestes eines repercuteix de manera beneficiosa en el procés d'aprenentatge dels nous alumnes. Però l'ocupació d'aquestes plataformes no s'ha limitat a la formació online, sinó que s'ha implementat també en l'ensenyament presencial. Durant aquests anys i fins a l'actualitat, l'objectiu dels formadors ha estat el de millorar la qualitat d'aquestes plataformes tot seguint un model educatiu en concordança amb les teories de l'aprenentatge i tenint en compte els estàndards de qualitat i d'avaluació, així com també el fet de poder facilitar en la mesura del possible la comunicació entre el formador i l'alumne.

## Característiques
La plataforma virtual didàctica presenta una sèrie de característiques bàsiques que poden afavorir el procés d'ensenyament i l'aprenentatge col·laboratiu:
- Ha estat desenvolupada específicament per a l'àmbit educatiu.
- Integra diferents aplicacions d'Internet.
- No requereix programari (software) ni maquinari (hardware) específic per part de l'usuari, la qual cosa permet d'accedir-hi de forma ràpida i fàcil a través de qualsevol navegador.
- Presenta una interfície web amb diferents opcions d'accessibilitat.
- Té com a funció principal la gestió i l'administració, la informació, la distribució, i la comunicació entre docents i estudiants en el context de diferents situacions didàctiques, tot utilitzant diversos contextos tecnològics.
- Permet que tots els participants en el procés d'ensenyament, professor, gestor, tutor i alumnes, es comuniquin sense dificultat ja que ofereix diferents possibilitats, tant sincròniques com asincróniques de comunicació.

## Eines que les componen
Per tal d'assegurar el correcte funcionament d'una plataforma didàctica virtual, cal que compti amb una sèrie d'aplicacions mínimes, agrupades en:
- LCMS (Learning Content Management System): és l'eina que permet la gestió i publicació dels continguts utilitzats en el curs.[17]
- LMS (Learning Management System): és el lloc en el qual es troben i contacten tots els usuaris de la plataforma (alumnes, professors i personal administratiu). Aquí és on es presenten els cursos als usuaris i on es realitza el seguiment dels progressos de l'alumne durant el temps que duri la formació.
- Eines de comunicació: serveixen com a col·laboració entre docent i alumnat (tant individual com grupal) perquè existeixi una retroalimentació mútua. Dins d'aquest tipus d'eines podem trobar eines asincróniques (correu electrònic, fòrums o programes d'edició de text en col·laboració com Google Drive) i les eines sincròniques (videoconferències o xats).
- Eines d'aprenentatge: tenen com a objectiu l'intercanvi del coneixement i les lliçons mitjançant espais dedicats al treball en grup, a la resolució de qüestionaris o al lliurament de documents i activitats. Així mateix, es poden crear espais per a ressaltar la informació més rellevant i ajudar a recordar la informació de manera visual i accessible.[18]
- Eines de gestió de continguts: permeten al docent transmetre informació a l'alumnat en format arxiu (com per exemple: pdf, xls, docx, zip, txt, html…), els quals poden estar agrupats en diverses carpetes.
- Eines de seguiment i avaluació: exàmens, tests, qüestionaris, activitats o informes de seguiment que poden ser editats pel mateix docent per a l'avaluació de l'alumnat i la seva autoavaluació.
- Eines utilitzades per assignar permisos: permeten la gestió de les inscripcions, diferents permisos d'accés dins de la plataforma, utilitzades mitjançant un nom d'usuari i contrasenya que prèviament estiguin registrats en aquesta eina.
- Eines que complementen el curs: sistemes per cercar informació, portafoli digital, bloc de notes, tauler d'anuncis, calendaris, marcadors, ajuda, etc.

## Tipus de plataformes educatives
En funció del seu cost d'adquisició existeixen tres grans tipus de plataformes virtuals didàctiques:
1. Plataformes comercials: són aquelles amb un cost per als usuaris. S'han anat adaptant al ritme de la innovació social i tecnològica, totmillorant i actualitzant amb versatilitat les seves funcions i serveis amb la finalitat de facilitar el seguiment dels cursos i programes en modalitat virtual i la consecució dels seus objectius.
2. Plataformes de programari lliure: aquelles plataformes obertes que permeten el lliure consum dels seus recursos, on l'usuari pot accedir, utilitzar, copiar, editar i redistribuir amb llibertat els continguts. Aquest tipus de plataformes es distribueixen sota la llicència GNU General Public License.[21]
3. Plataformes de desenvolupament propi: no estan pensades ni per a la seva comercialització ni per a distribuir-se de forma massiva perquè han estat dissenyades per a un projecte determinat. Estan totalment personalitzades a les necessitats educatives i pedagògiques del projecte en qüestió.

## Criteris per a l'elecció de la plataforma
L'avaluació del procés d'ensenyament-aprenentatge en l'e-learning es pot analitzar des de diversos punts de vista: socioeconòmic, tècnic, pedagògic i psicològic.
Des del punt de vista tecnològic, serà determinant triar la plataforma didàctica més apropiada. No és només un material didàctic, sinó tota una eina per a l'aprenentatge.
Els indicadors de qualitat que s'han de valorar per a l'elecció de la plataforma són: la qualitat tècnica (solidesa de la plataforma, els recursos econòmics necessaris per a la seva implementació, la gestió de la seguretat, les tasques d'administració), la qualitat organitzativa i creativa (l'organització dels recursos i la funcionalitat), la qualitat comunicativa (comunicació sincrònica o asincrònica entre estudiants i professorat, l'existència de fòrums o xats, tauler d'anuncis, calendari, classes virtuals, la humanització de la plataforma) i la qualitat didàctica (quant a la quantitat i tipus de recursos i la seva relació amb l'alumnat).
Cal donar especial atenció al criteri de la facilitat en l'ús, que engloba alguns elements com la interacció de plataforma i estudiant, la proposta estètica, l'exigència per a l'usuari nou o la resposta de la plataforma a les funcions exigides. Ha de ser senzilla per a usuaris que no tenen coneixements tècnics o no estan familiaritzats amb el món online, tot buscant un entorn que, en la mesura del possible, s'assembli a allò que els usuaris veuen en l'actualitat a la xarxa. De la mateixa manera, caldria que s'adaptés a l'ús del mòbil, que està plenament integrat en l'àmbit de l'ensenyament, ja que el paper del mobile-learning és avui dia molt important.
I finalment, ha de ser flexible per tal de cobrir les necessitats presents i futures, que permeti adaptar-se a diversos escenaris d'aprenentatge amb alumnat amb experiència diversa en l'e-learning.

## Avantatges i desavantatges
Les plataformes virtuals didàctiques suposen un gran avanç en l'educació a distància que ha comportat una sèrie d'avantatges pel que fa a l'educació presencial. No obstant això, existeixen, igualment, una sèrie de desavantatges, alguns dels quals minvaran d'importància a mesura que docent i estudiant avancin en el seu control de la plataforma.
Entre els avantatges de les plataformes virtuals educatives es troben una formació més adaptada a les necessitats de l'estudiant, així com la possibilitat de capacitació de les persones amb la màxima flexibilitat i costos reduïts. Altres avantatges importants suposen la facilitat d'ús d'aquestes plataformes, les quals requereixen uns coneixements bàsics d'informàtica per a la seva utilització i el foment del treball col·laboratiu sense que el temps ni l'espai siguin importants. La seva fàcil utilització permet als usuaris de familiaritzar-se amb l'ús de les noves tecnologies, tot contribuint així a la millora i el foment de la competència digital. Les plataformes virtuals educatives promouen, igualment, noves formes d'interacció, la distribució del material en format digital, fomenten la retroalimentació i faciliten la tutoria en línia, afavoreixen la creació de comunitats d'aprenentatge, promouen l'autonomia de l'estudiant i faciliten la comunicació sincrònica i asincrònica.
Els desavantatges més destacats són la necessitat per part del professorat de posseir uns coneixements tècnics determinats, així com una important inversió inicial de temps per a la creació de materials i la necessitat que l'estudiant compti amb uns hàbits d'estudi consolidats, tot demanant-li, d'aquesta manera, una major responsabilitat i autonomia. De la mateixa manera, també són desavantatges la falta de socialització de l'alumnat i la possible sensació de solitud, així com la necessitat d'accés permanent als mitjans tecnològics, la qual cosa pot suposar un problema en llocs geogràficament apartats.